# 余喜村
余喜村（よきむら）は、石川県鹿島郡に存在した村。

## 地理
- 現在の羽咋市北東部。邑知潟の東側に位置した。
- 北西側は邑知潟沿いの平野、南東側は丘陵地帯。
- 河川：酒井川、長曽川

## 歴史
- 奈良時代前期以降 - 当地に「与木（よき）郷」が存在した。
- 鎌倉時代 - 当地に「与木院」が存在した。
- 中世 - 保に「大町保」「四柳保」「酒井保」が存在した。
- 1889年（明治22年）4月1日 - 町村制の施行により、鹿島郡大町村、四ツ柳村、酒井村、金丸出村及び下曽禰村を廃し、その区域をもって鹿島郡余喜村を設置する。
- 1947年（昭和22年）4月1日 - 余喜村立余喜中学校創立（余喜小学校に併設）。
- 1956年（昭和31年）9月30日 - 羽咋郡羽咋町、邑知町、鹿島郡鹿島路村及び余喜村を廃し、その区域をもって羽咋町を設置する。羽咋町が属すべき郡の区域を羽咋郡とする。5大字は羽咋町の大字に継承。
- 1958年（昭和33年）7月1日 - 羽咋郡羽咋町を羽咋市とする。旧余喜村の5大字は羽咋市の町に継承。

## 教育
- 余喜村立余喜中学校（のち羽咋町立、羽咋市立。羽咋市立邑知中学校との統合により、1985年3月31日を以って閉校）
- 余喜村立余喜小学校（現・羽咋市立余喜小学校）

## 交通
- 二級国道159号七尾金沢線（現在の国道159号）
- 当時村内に鉄道駅は無し。当村の北西部が、国鉄七尾線・金丸駅の最寄だった。

## 産業
- 織物業
  - 能登縮